# Fundação Internacional UE-ALC

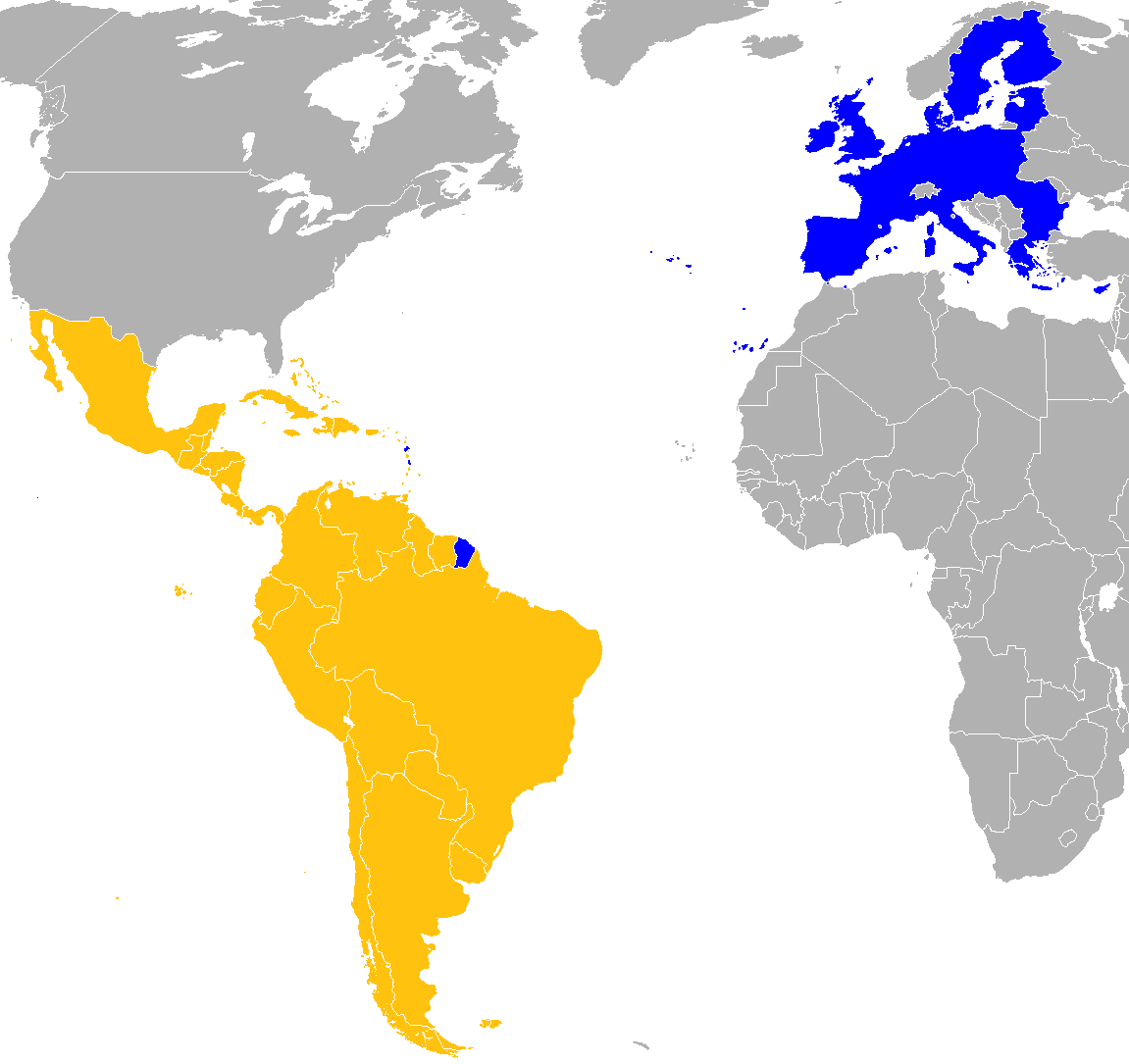
Membros da Fundação Internacional UE-ALC.

A Fundação Internacional UE-ALC, ou simplesmente Fundação UE-ALC, é uma organização internacional criada em 2010 pelos Chefes de Estado e de Governo da União Europeia (UE), América Latina e Caribe (ALC) com a missão de fortalecer e promover a parceria estratégica entre ambas as regiões, melhorar sua visibilidade e incentivar a participação das respectivas sociedades civis.
Criada em 2011 em Hamburgo, Alemanha, onde está sediada, a Fundação é uma ferramenta para as relações birregionais. Suas atividades visam fomentar o diálogo intergovernamental, particularmente em cinco áreas temáticas estratégicas: Educação Superior e Geração do Conhecimento; Ciência, Tecnologia e Inovação; Pequenas e Médias Empresas (PMEs) e Competitividade; Desenvolvimento Sustentável e Mudança Climática; e; Cultura. Entretanto, outros temas como gênero e juventude são eixos transversais para todas as suas linhas de ação, o que permite à Fundação ser um ator-chave no aprofundamento e na dinamização da parceria estratégica birregional. A Fundação tem 62 membros: 33 Estados-membros da América Latina e Caribe, 27 Estados-membros da União Europeia, o Reino Unido, e a própria UE.

## História
Durante a quinta Cúpula da América Latina, Caribe e da União Europeia (Cúpula ALC-UE), realizada em Lima (Peru) em 16 de maio de 2008, a iniciativa para a criação de uma organização birregional foi adotada pelos Chefes de Estado e de Governo da ALC e da UE.
Na sexta Cúpula UE-ALC, realizada em Madri (Espanha) em 18 de maio de 2010, a decisão de criar a Fundação UE-ALC foi tomada pelos Chefes de Estado e de Governo da UE e da ALC, pelo Presidente do Conselho Europeu e pelo Presidente da Comissão Europeia.
A Fundação foi criada "como uma ferramenta útil para fortalecer nossa parceria birregional e como um meio de estimular o debate sobre estratégias e ações comuns".
O Acordo que estabelece a Fundação UE-ALC como uma organização internacional com personalidade jurídica de direito internacional público foi aberto para assinatura durante a Reunião dos Ministros das Relações Exteriores da CELAC e da UE em Santo Domingo em 25 de outubro de 2016 e entrou em vigor em 17 de maio de 2019.

## Filiação
A Fundação UE-ALC tem 62 membros: 33 Estados-membros da América Latina e Caribe, 27 Estados-membros da União Europeia, o Reino Unido, e a própria UE.
Lista completa dos membros da Fundação UE-ALC:

### Estados-membros da América Latina e do Caribe
- Antígua e Barbuda
- Argentina
- Bahamas
- Barbados
- Belize
- Bolívia
- Brasil
- Chile
- Colômbia
- Costa Rica
- Cuba
- Domínica
- Equador
- El Salvador
- Granada
- Guatemala
- Guiana
- Haiti
- Honduras
- Jamaica
- México
- Nicarágua
- Panamá
- Paraguai
- Peru
- República Dominicana
- São Cristóvão e Nevis
- Santa Lúcia
- São Vicente e as Granadinas
- Suriname
- Trinidad e Tobago
- Uruguai
- Venezuela

### Estados-membros da UE + Reino Unido
- Alemanha
- Áustria
- Bélgica
- Bulgária
- Chipre
- Croácia
- Dinamarca
- Eslováquia
- Eslovênia
- Espanha
- Estônia
- Finlândia
- França
- Grécia
- Hungria
- Irlanda
- Itália
- Letônia
- Lituânia
- Luxemburgo
- Malta
- Países Baixos
- Polônia
- Portugal
- Reino Unido
- República Tcheca
- Romênia
- Suécia
- União Europeia

## Objetivos e Atividades
Os objetivos da Fundação são:
- contribuir para o fortalecimento do processo de parceria birregional UE-CELAC envolvendo a participação e as contribuições da sociedade civil em todas as suas formas organizadas e de outros atores sociais
- promover maior conhecimento e compreensão mútua entre as duas regiões;
- melhorar a visibilidade mútua entre as regiões e a própria parceria birregional

Para atingir seus objetivos, a Fundação UE-ALC está desenvolvendo várias iniciativass nas seguintes áreas temáticas:

### Educação Superior e Conhecimento
A Fundação promove a criação de uma Área de Educação Superior UE-ALC, particularmente através do apoio e da ligação de redes acadêmicas. Contribui para criar espaços de diálogo e troca de conhecimentos que alimentam a agenda birregional.
A Fundação UE-ALC apoia a geração de conhecimento, incluindo a promoção de publicações birregionais e eventos, bem como facilitar a participação e contribuição da sociedade civil (incluindo a academia) na cooperação e no diálogo birregionais. Nesta área, continuará a apoiar o intercâmbio entre acadêmicos e grupos de especialistas, para estimular a análise das relações birregionais, assim como projetos de pesquisa inclusiva.
A Fundação opera uma biblioteca digital e uma rede de bibliotecas em ambas as regiões como bibliotecas repositórias assim como um boletim informativo, para promover a discussão de estratégias comuns relacionadas à parceria birregional UE-ALC.
Além disso, a Fundação organiza regularmente fóruns de reflexão, espaços onde incentiva o debate aberto entre altos funcionários dos países membros da Fundação e os setores acadêmicos, econômicos e da sociedade civil, sobre diversos temas de importância para as relações birregionais.

### Ciência, Tecnologia e Inovação
Nesta área, a Fundação UE-ALC incentiva o diálogo em torno de uma agenda comum de pesquisa e inovação. Através de suas atividades, visa fortalecer a articulação das agendas e o diálogo entre as partes interessadas acadêmicas, governamentais, não governamentais e grupos de reflexão sobre a implementação da Área Comum de Pesquisa UE-CELAC. A ênfase está, por exemplo, em aumentar as possibilidades de acesso aos recursos de cooperação científica da UE-ALC, tais como Horizon 2020, Marie Sklodowska-Curie e ERASMUS+, daqueles países que atualmente têm menos participação nestes programas.

### Pequenas e Médias Empresas, Emprego e Competitividade
Na esfera econômica, a Fundação UE-ALC concentra-se na internacionalização das pequenas e médias empresas (PMEs). A declaração da Reunião Ministerial UE-CELAC, realizada em julho de 2018, destacou “a necessidade de agregação de valor pelos países em desenvolvimento e melhor integração das micro, bem como das pequenas e médias empresas, nas cadeias de valor”
A Fundação vem trabalhando nesta área há vários anos, concentrando-se na internacionalização das PMEs, no intercâmbio de informações entre clusters competitivos em ambas as regiões, no desenvolvimento de atlas industriais para identificar clusters, na identificação de boas práticas em educação e treinamento profissional e na promoção da responsabilidade social corporativa (RSE)

### Desenvolvimento Sustentável e Mudança Climática
A mudança climática é uma das prioridades mencionadas na terceira Cúpula ALC-UE, bem como no Plano de Ação birregional, com o objetivo de ambas as regiões colaborarem para enfrentar a mudança climática e o desenvolvimento sustentável. A Fundação trabalha para alcançar as Objetivos de Desenvolvimento Sustentável (ODS) dentro da estrutura da Agenda 2030. A Fundação procura apoiar governos e outras partes interessadas relevantes nas regiões da UE e da ALC na implementação de políticas e estratégias de mudança climática, particularmente nos Pequenos Estados Insulares em Desenvolvimento (PEID), fornecendo uma análise profunda do problema onde há pouca informação disponível.

### Cultura
Os laços culturais entre a União Europeia e a América Latina e o Caribe são um elemento fundamental da Parceria Estratégica. Portanto, mais do que para outras áreas geográficas de intercâmbio cultural, é um componente primário das relações birregionais. Neste contexto, a Fundação está encarregada de promover a cooperação cultural e discutir o papel da cultura e das indústrias culturais e criativas em ambas as regiões [WP19, 14]. Na Declaração UE-CELAC de Bruxelas de 2015, os Chefes de Estado e de Governo de ambas as regiões pediram à Fundação que promovesse a cooperação regional entre as duas regiões
As atividades da Fundação na área da cultura são, portanto, concebidas para fomentar um maior conhecimento e compreensão mútua, assim como para promover os princípios e valores da parceria birregional. Dentro do plano de trabalho da Fundação, a cultura é reconhecida como uma ferramenta de coesão e transformação social, contribuindo em nível birregional para a resolução de conflitos de integração e preservação das identidades, bem como fornecendo recursos para o desenvolvimento humano e o crescimento econômico.

### Sociedade Civil
Trabalhar com os atores da sociedade civil e aproximá-los do processo de diálogo birregional é essencial para a missão da Fundação. Portanto, em princípio, todas as iniciativas da Fundação envolvem a "participação e contribuições da sociedade civil e outros atores sociais", e visam "promover intercâmbios frutíferos e novas oportunidades de contatos entre a sociedade civil e outros atores sociais". Além disso, iniciativas específicas enfocam questões de gênero e juventude.
A fim de fomentar possíveis alianças e sinergias em áreas temáticas de relevância para a parceria birregional, e para oferecer novas oportunidades de contato a diferentes entidades da sociedade civil (universidades, centros de pesquisa, ONGs, organizações internacionais, PMEs, agências governamentais, pesquisadores individuais e estudantes de pós-graduação) em ambas as regiões, a Fundação opera o banco de dados MAPEO. As instituições são convidadas a se cadastrar gratuitamente.

## Estrutura
A estrutura da Fundação UE-ALC compreende o conselho de administração, o presidente e o diretor executivo.

### Conselho de Administração
O conselho de administração da Fundação UE-ALC supervisiona a administração da Fundação e assegura que ela trabalhe para atingir seus objetivos. O conselho tem 62 membros representando cada um dos membros da Fundação UE-ALC. A diretoria se reúne pelo menos duas vezes por ano e é co-presidida pelas presidências da CELAC e da UE.

### Presidente
A cada quatro anos, o conselho de administração seleciona um presidente ad honorem com funções majoritamente representativas. A presidência alterna entre um cidadão de um Estado membro da UE e um cidadão de um Estado da América Latina e Caribe. Se o presidente selecionado for de um Estado membro da União Europeia, o diretor executivo deve ser cidadão de um Estado da América Latina e Caribe, e vice-versa.
- 2011–2015: Benita Ferrero-Waldner, ex-ministra das Relações Exteriores da Áustria  e ex-comissária da UE
- 2016–2020: Leonel Fernández, ex-presidente da República Dominicana
- 2020–:

### Diretor Executivo
A direção executiva é a representação legal da Fundação UE-ALC. O diretor executivo é eleito pela diretoria a cada quatro anos, com base na recomendação do grupo regional que ocupa o cargo de diretor executivo naquele período. Se o Diretor Executivo selecionado for de um Estado-Membro da UE, o Presidente selecionado é um cidadão de um Estado da América Latina ou do Caribe, e vice-versa.
- 2011–2015: Jorge Valdez Carrillo (Peru)
- 2016–2020: Paola Amadei (Itália)
- desde julho de 2020: Adrián Bonilla[25] (Equador)